# Ole Kirk Christiansen
Ole Kirk Christiansen (officielt Ole Kirk Kristiansen født 7. april 1891 i Filskov Sogn, død 11. marts 1958 i Billund) var en dansk direktør og snedker, der i 1932 grundlagde LEGO.
Han fik fire sønner hvoraf den ene er tidligere direktør i LEGO, Godtfred Kirk Christiansen.